# آدم نيكولز
آدم نيكولز (بالإنجليزية: Adam Nichols)‏ هو لاعب كرة قدم بريطاني في مركز الدفاع، ولد في 14 سبتمبر 1962 في إيلفورد ‏ في المملكة المتحدة. لعب مع بيدفيست ويتس وكولتشستر يونايتد.